# Tiltrotator
Tiltrotator (znan tudi pod tržnimi imeni npr. Rototilt) je hidravlično orodje, ki se namesti na kopače (bagre). Tiltrotator omogoča rotacijo žlice (ali drugega orodja) za 360 stopinj in nagib +/- 40 stopinj in s tem omogoča večjo fleksibilnost in natančnost. 
Rototilt so izumili na Švedskem v zgodnjih 1980ih pri podjetju Noreco. Zelo so popularni v Skandinaviji. Druga tržna imena so swingrotator ali swingotilt.